# Handley Page Halifax
Pour les articles homonymes, voir Halifax.
Le Halifax est un bombardier lourd quadrimoteur britannique utilisé par la Royal Air Force durant la Seconde Guerre mondiale.

## Conception
Cet avion fut conçu en 1936 à la demande de la Royal Air Force qui désirait posséder un bombardier bimoteur motorisé par Rolls-Royce. Les premières études de la motorisation amenèrent toutefois les concepteurs à faire du Halifax un appareil quadrimoteur dès 1937.
Le premier vol eut lieu en 1939 et le Halifax entra en service actif en 1941, et effectua sa première mission de guerre le 10 mars 1941.

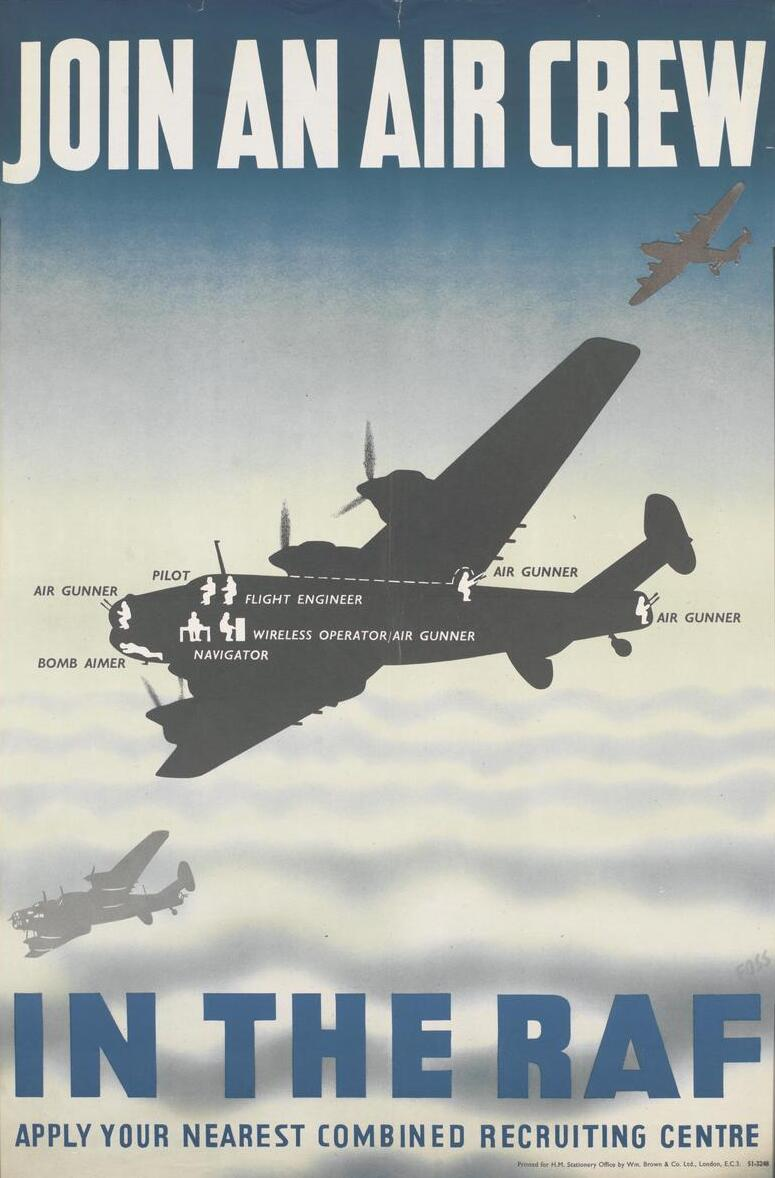
Affiche de recrutement de la RAF avec la disposition de l'équipage.

Rapidement, des versions incorporèrent des tourelles de défense disposées sur le dessus de la queue, sous le ventre et dans le nez de l'appareil. Le Halifax emportait sept hommes d'équipage, entre 8 000 et 13 100 litres de carburant et environ quatre tonnes de bombes, pour un poids maximum de 30,5 tonnes au décollage. Les missions de guerre duraient en moyenne entre six et huit heures. La vitesse était de 460 à 470 km/h au sol et son plafond pouvait atteindre un peu plus de 20 000 pieds (6 100 m). 
Bien qu'inférieur en performances au Lancaster plus récent, le Halifax était en revanche plus polyvalent et se vit souvent utilisé dans des rôles autres que le bombardement : reconnaissance maritime, traction de planeurs, transport de troupes aéroportées ou de matériels.
Plus de 6 000 Halifax furent construits avant que la production cesse en 1946.
Les groupes français de la RAF « Guyenne » (squadron 346) et « Tunisie » (squadron 347), basés à Elvington, utilisaient des Halifax V puis III et VI. Ils étaient affectés à des missions de nuit, principalement sur la Ruhr.

## Variantes

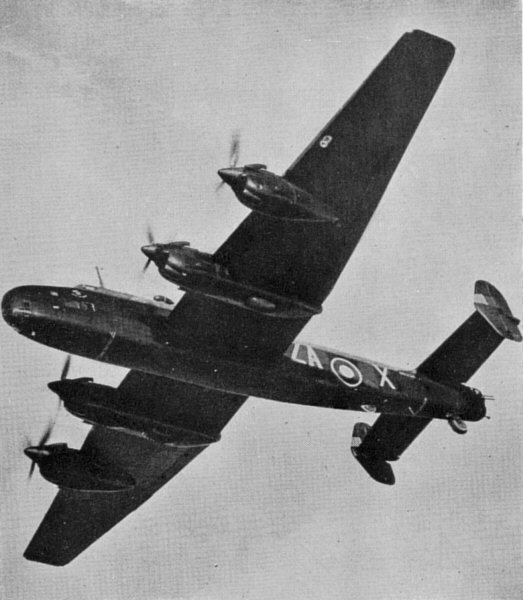
Halifax B.II Series I (Special) W1057, ZA-X, no. 10 Squadron RAF. Durant les mois d'avril et de mai 1942, cet avion prit part à plusieurs raids sur le croiseur Tirpitz à Fættenfjord près de Trondheim en Norvège.

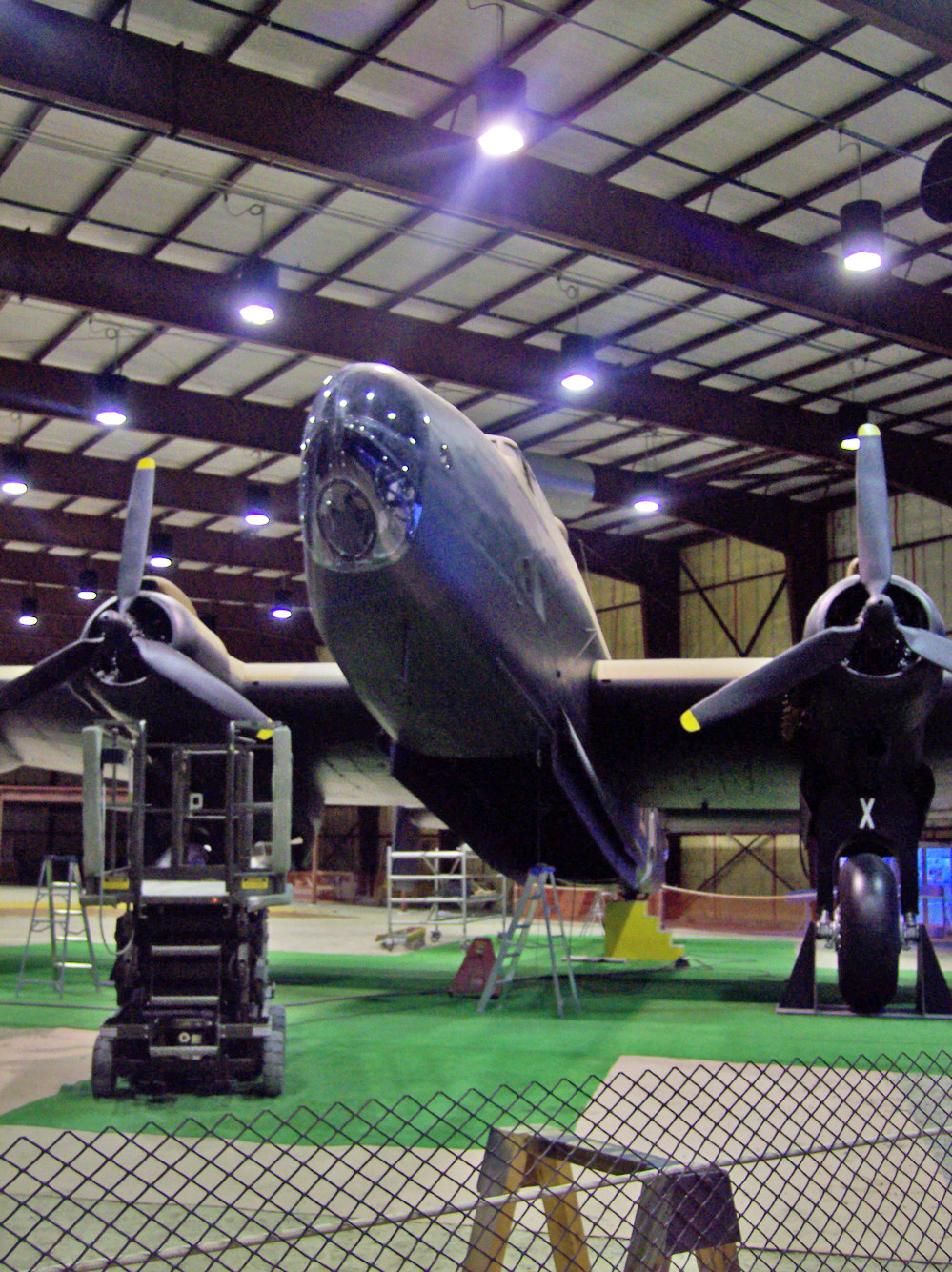
Halifax Mk VII NA337

### Présérie Halifax
H.P.55
- Proposé avec 2 moteurs, jamais construit.

H.P.56
- Proposé avec 2 moteurs Rolls-Royce Vulture, jamais construit.

### H.P.57
H.P.57
- Le premier prototype Halifax

Halifax Mk.I
- Le second prototype.

Halifax B.I Series I
- Bombardier lourd à long rayon d'action; la première série en production.

Halifax B.I Series II
- Version pour embarquer des charges lourdes.

Halifax B.I Series III
- Motorisé par des moteurs Merlin XX, introduisant une nouvelle tourelle de queue, un nouveau train d’atterrissage et des réservoirs de carburant additionnels.

### H.P.58
Halifax Mk II
- Projet de variante avec un nouvel armement incluant des canons de 20 mm et pas de tourelle de queue. Devant le problème de ces nouveaux armements, le projet est annulé et la désignation est donnée au H.P.59.

### H.P.59
Halifax Mk II
- Nouvelle variante avec augmentation du poids au décollage, capacité de carburant et d'armes.

Halifax B.II Series I
- Premières séries de variantes.

Halifax B.II Series I (Special), SOE
- Version spéciale pour le Special Operations Executive (SOE)

Hailfax B.II Series I (Special)
- Très proche de l'avion utilisé par le SOE, employé dans un rôle de bombardier.

Halifax B.II Series IA
- Modifié avec un nouveau nez vitré, de nouveaux radiateurs et gouvernails. La tourelle dorsale a été remplacée par une Boulton Paul Type A Mk VIII, et une amélioration est apportée à l'étanchéité de la porte des soutes de bombes. Quelques appareils seront équipés du radar H2S.

Halifax B.II Series I, Avion-cargo
- Un petit nombre de Mk II seront employés dans le rôle de transport au Royaume-Uni pour le transport de fuselage de Spitfire.

Halifax B.II Series II
- Un seul avion modifié (HR756) avec une hélice à 3 pales et moteur Merlin XXII. Projet annulé en faveur du Mk III.

Halifax A.II
- Selon certaines sources, un petit nombre de bombardiers Halifax ont été modifiés en B.II. Si cela est vrai, il aurait pu être désigné A.II, mais peuvent avoir conservé leurs désignations primitives de bombardier.

Halifax GR.II
- Variante pour les patrouilles côtières du Halifax B.II.

Halifax GR.II Series I
- Équipé d'un radar ASV.Mk 3 et mitrailleuse de calibre .50 dans le nez avant.

Halifax GR.II Series IA
- Version définitive pour les patrouilles côtières du GR.II avec un nouveau nez vitré avant avec mitrailleuse de calibre .50 et moteurs Merlin XX ou XXII, tourelle dorsale Boulton Paul Type A Mk VIII et réservoirs pour long rayon d'action dans le fuselage. La tourelle ventrale utilisait soit une mitrailleuse de .50, soit un radar ASV.Mk 3.

Halifax Met.II
- Utilisé pour un rôle météorologique

### H.P.61
Halifax B.III
- Production principale, équipé de moteurs Bristol Hercules.

Halifax A.III
- Halifax B.III reconverti en transport de parachutistes et en remorqueur de planeur.

Halifax C.III
- Halifax B.III reconverti en transport militaire.

### H.P.63
Halifax B.V Series I (Special)
Halifax A.V
- Halifax B.V reconverti en transport de parachutistes, en remorqueur de planeur et en reconnaissance maritime.

Halifax GR.V
Halifax B.VI
Halifax C.VI
- Halifax B.VI reconverti en transport militaire et en reconnaissance maritime.

Halifax GR.VI
Halifax B.VII
- À long rayon d'action équipé de 4 moteurs en étoile Bristol Hercules XVI de 1 615 ch (1 204 kW).

Halifax A.VII
- Halifax B.VIIs reconverti en transport de parachutistes et en remorqueur de planeur.

Hailfax C.VII
- Halifax B.VIIs reconverti en transport militaire.

### H.P.70
Halifax C.VIII
- Avion-cargo et transport de passagers.

### H.P.71
Halifax A.IX
- Transport de parachutistes et remorqueur de planeurs.

### H.P.70 Halton
Halton I
- Après-guerre, un nombre de bombardiers Halifax ont été reconvertis en avion de transport civil.

Halton II
- Avion de transport de personnalité du Maharajah Gaekwar de Baroda.

## Service opérationnel
Le Halifax entre en service avec l'escadron no. 35 Squadron RAF (en) à la base RAF Linton on Ouse (en) en novembre 1940 et son premier raid opérationnel est contre la ville du Havre en France dans la nuit du 11 au 12 mars 1941.
En service avec la RAF Bomber Command, les Halifax réalisent 82 773 opérations, en larguant un total de 224 207 tonnes de bombes, en perdant 1 833 unités.
En plus des missions de bombardements, les Halifax servent pour le remorquage des planeurs, pour les patrouilles anti-sous-marines avec le no. 100 Group RAF et pour des missions spéciales comme le parachutage d'agents et d'armes à travers l'Europe occupée. Les Halifax opérèrent également avec la RAF Coastal Command pour la lutte anti-sous-marine, pour la reconnaissance et la météorologie.
Après-guerre, les Halifax restent en service avec la RAF Coastal Command et la RAF Transport Command, ainsi que dans l'Armée de l'air française jusqu'en 1952. La Force aérienne pakistanaise hérite des avions de la RAF et continue de les utiliser jusqu'en 1961.

## Utilisateurs

### Utilisateurs du Halifax
Australie
- Royal Australian Air Force
  - No. 462 Squadron RAAF (en)
  - No. 466 Squadron RAAF (en)

- Royal Canadian Air Force

- Royal Egyptian Air Force

 France

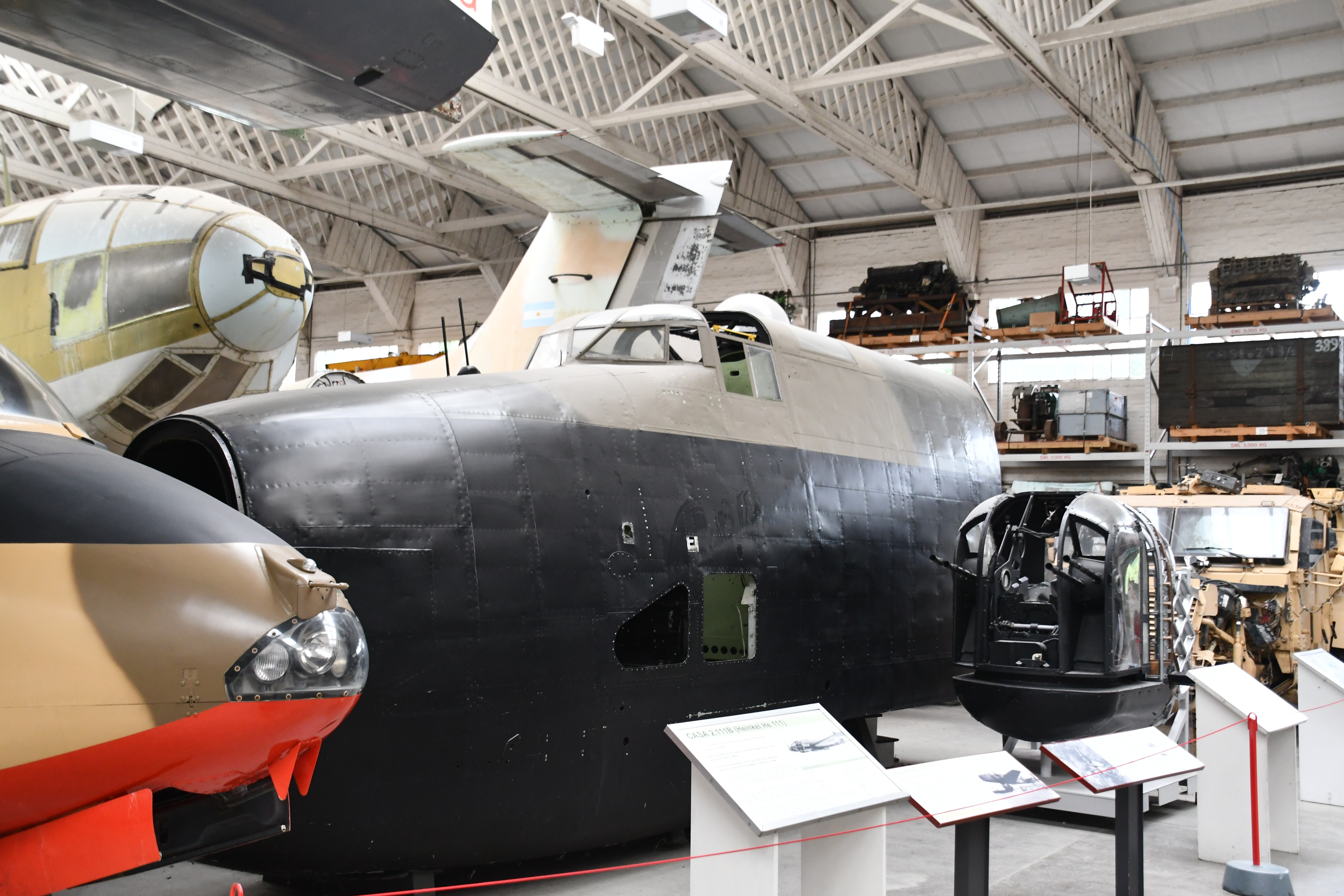
Cellule de Halifax à l'Imperial War Museum, Duxford.

- Armée de l'air : Groupe de bombardement I/25 Tunisie, Groupe de bombardement I/23 Guyenne
- SANA, SOCOTRA, Aéro-Cargo (compagnies civiles)

 Nouvelle-Zélande
- Royal New Zealand Air Force

 Pakistan
- Pakistan Air Force

 Pologne
- Polish Air Forces (en) en exil au Royaume-Uni
  - No. 301 Polish Bomber Squadron "Ziemi Pomorskiej" (en)
  - Flight "C" of No. 138 Squadron RAF
  - No. 301 Polish Special Duty Flight (en)
  - No. 1586 Polish Special Duty Flight (en)

 Royaume-Uni
- Royal Air Force

### Utilisateurs du Halton
British India
- Maharajah Gaekwar of Baroda (en)

 Royaume-Uni
- Air Freight
- Alpha Airways
- BOAC
- Bond Air Services
- British American Air Services
- Chartair
- Eagle Aviation
- Lancashire Aircraft Corporation
- London Aero and Motor Services, (LAMS)
- Payloads
- Skyflight
- Westminster Air services